# الناصر بدر الدين حسن
السُّلْطَان الْملك النَّاصِرُ بدر الدين أبو المحاسن الحَسَنْ بن النَّاصِرُ مُحَمَّدُ بن الْملك الْمَنْصُور سيف الدّين قَلَاوُونَ الألفي العلائي الصَّالِحِي (ولد بالقاهرة في 735هـ/1334م - توفي بالقاهرة في 762هـ/1361م). تولي عرش مصر كسلطان للسلطنة المصرية المملوكية بمصر والشام والحجاز واليمن والعراق وأفريقية. و هو العاشر من سلاطين بني قَلَاوُونَ.

## المولد والنشأة
ولد السلطان حسن عام 735هـ/1334م  في القاهرة ونشأ في بيت ملك وسلطان ؛حيث أنه كان الابن الثامن للسلطان الأعظم الملك الناصر محمد بن المنصور قلاوون أما أمه فكانت أم ولد تتارية الأصل اسمها كودا و توفيت عنه و هو صغير فتولّى تربيته خوند أردو.
كان أبوه الناصر محمد بن قلاوون صاحب أزهى فترات السلطنة المصرية حيث بلغت فيها الدولة ذروة قوتها ومجدها، وشاء الله أن يشهد الوليد الصغير ست سنوات من سني حكم أبيه الزاهر، فقد توفي سنة (741 هـ / 1341م)، وخلفه ستة من أبنائه لا يكاد يستقر أحدهم على الملك حتى يعزل أو يقتل ويتولى آخر حتى جاء الدور على الناصر حسن فتولى السلطنة في (14 من رمضان 748 هـ/18 من ديسمبر 1347م) صبيا غض الإهاب لا يملك من الأمر شيئا، قليل الخبرة والتجارب، فقيرًا في القدرة على مواجهة الأمراء والكبار وتصريف الأمور.

## السلطنة
كان أوّلا يدعى قمارى واستمرّ بالدور السلطانيّة إلى أن توفي أخيه الملك المظفّر حاجّىّ. وطلبت المماليك أخاه حسينا للسلطنة، فقام الأمراء بسلطنة حسن ، وأجلسوه على تخت الملك بالإيوان فى يوم الثلاثاء، 14 رمضان سنة 748هـ، وركب بشعار السلطنة وأبّهة الملك. ولمّا جلس على تخت الملك لقّبوه بالملك الناصر سيف الدين قمارى، فقال السلطان حسن للنائب أرقطاى:«يا أبت ما اسمى قمارى، إنما اسمى حسن» ، فاستلطفه الناس لصغر سنّه ولذكائه، فقال له النائب:«يا خوند والله إن هذا اسم حسن، حسن على خيرة الله تعالى». فصاحت الجاووشيّة فى الحال باسمه وشهرته وتمّ مره، وحلف له الأمراء على العادة. وعمره يوم سلطنته إحدى عشرة سنة، وهو السابع من أولاد الملك الناصر محمد بن قلاوون.
وكان يدبر الأمر الأميران منجك وأخوه يلبغا اليوسف، وأصبح السلطان حسن كالمحجور عليه.. عاجزا عن التصرف، وشاءت الأقدار أن تشهد السنة الثانية من حكمه ظهور الوباء الذي اشتد بمصر وفتك بمئات الألوف، ويذكر المؤرخون أنه كان يموت بمصر ما بين عشرة آلاف إلى خمسة عشر ألفا في اليوم الواحد، وحفرت الحفائر وأيت فيها الموتى؛ فكانت الحفرة يدفن فيها ثلاثون أو أربعون شخصا، وعانى الناس من الضرائب والإتاوات التي فرضها عليهم الأميران الغاشمان؛ فاجتمع على الناس شدتان: شدة الموت، وشدة الجباية.
وفي سنة (751 هـ 1350م) أعلن القضاة أن السلطان قد بلغ سن الرشد، وأصبح أهلا لممارسة شئون الحكم دون وصاية من أحد أو تدخل من أمير، وما كاد يمسك بيده مقاليد الأمور حتى قبض على الأميرين وصادر أملاكهما، وكان هذا نذيرا لباقي الأمراء، فخشوا من ازدياد سلطانه واشتداد قبضته على الحكم، فسارعوا إلى التخلص منه قبل أن يتخلص هو منهم، وكانوا أسرع منه حركة فخلعوه عن العرش في (17 من جمادى الآخرة 752 هـ/11 من أغسطس 1351م)، وبايعوا أخاه الملك صلاح الدين بن الناصر محمد بن قلاوون وكان فتى لم يتجاوز الرابعة عشرة من عمره.
وتم حبس السلطان حسن في قصر حماته ، وظل الناصر حسن بن قلاوون في الحبس لمدة ثلاث سنوات استطاع فيها أن يدرس العلومَ الشرعية الإسلامية ،و قرأ مؤلفات لـ لكل من الإمام الشافعي والإمام البيهقي مثل كتاب دلائل النبوة ودرس ايضا اللغة العربية وتعلم اصولها.

## السلطنة الثانية للسلطان حسن
لم يكن حظ السلطان الجديد أسعد حالا من أخيه السلطان حسن، فكان مقيد التصرف لا يبرم أمرا أو يصدر حكما، وتجمعت السلطة في يد الأميرين صرغتمش وشيخون، وحين حاول أحد الأمراء الاستعانة بالسلطان لخلعهما والقبض عليهما سارعا إلى القبض على السلطان وإعادة أخيه الناصر حسن إلى الحكم مرة أخرى في سنة (755هـ/1354م).
ولما تولى الحكم ظل على حاله مغلوبا على أمره، لا يملك من السلطنة إلا اسمها، لا يباشر الحكم ولا يقدر على ممارسته في ظل طغيان الأميرين صرغتمش وشيخون؛ فلما قتل ثانيهما سنة (758هـ/1357م) انفرد الآخر بالحكم وعظم أمره واستطال في الدولة، وازدادت ثروته وكثر مماليكه، وغرّه حاله فتطلع إلى السلطنة، وعزم على انتزاعها من السلطان المغلوب على أمره، فلما ترامت هذه الأنباء إلى السلطان، وكان قد صهرته التجارب وقوت عريكته المحن، فكان أسبق من غريمه، ونجح في القبض عليه وسجنه، وأصبح سلطانا بلا منازع، وصفا له الجو لأول مرة، وتحررت قراراته من القيد والمراقبة، وباشر شئون الدولة بنفسه دون تدخل من أحد.
ولكن ذلك لم يدم طويلة؛ إذ نازعه الأمر مملوكه الأمير يلبغا العمري ثم نجح في القبض على السلطان وقتله في (9 من جمادى الأولى 762 هـ/ 17 من مارس 1361)، وكانت مدة ملكه في سلطنته الثانية ست سنين وسبعة أشهر.

## مسجد السلطان حسن

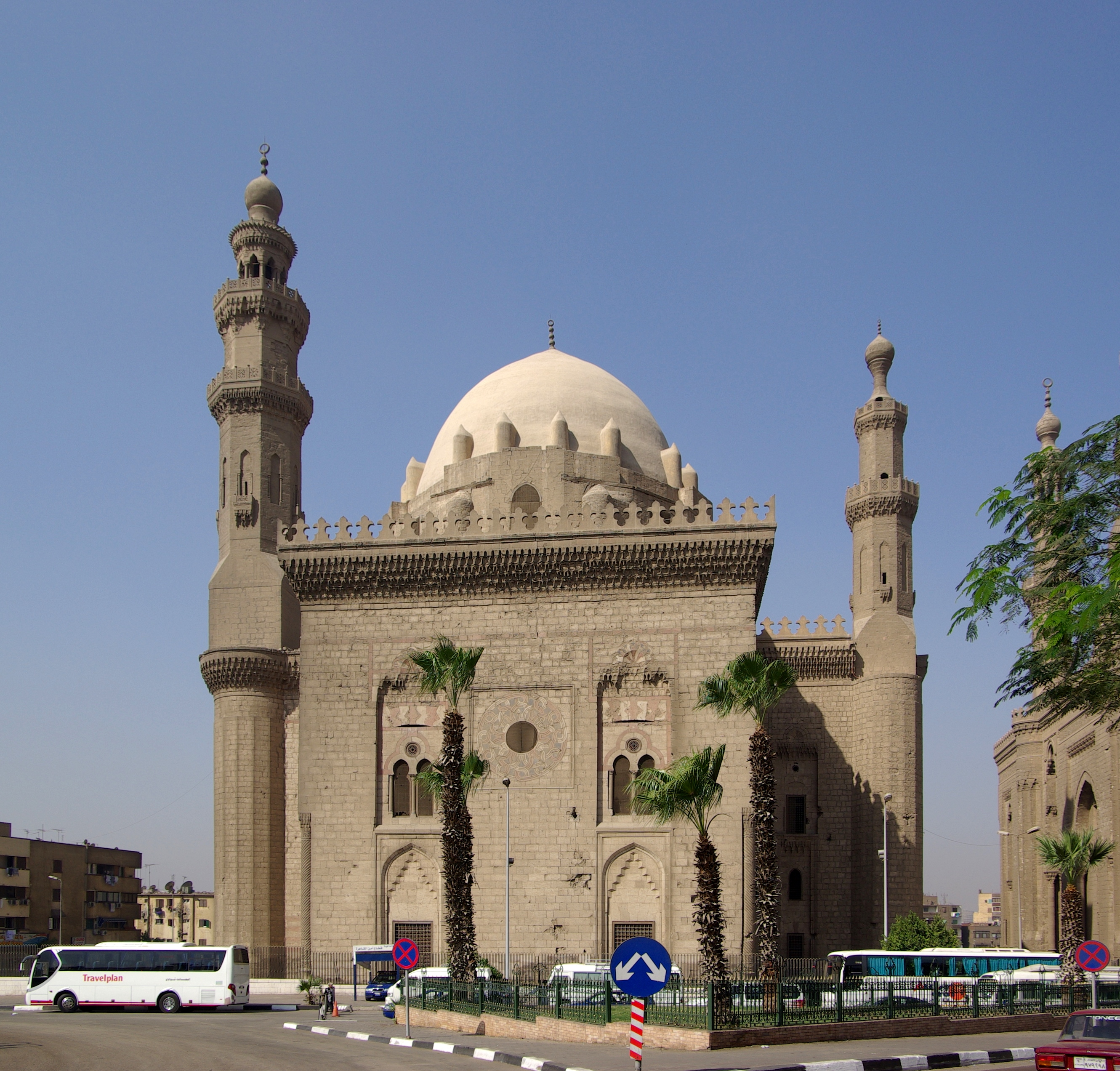
مسجد السلطان حسن في القاهرة

أنشأه السلطان حسن وهو يعد من أكثر آثار القاهرة تناسقا وانسجاما، ويمثل مرحلة نضوج العمارة المملوكيّة .وتم ترميم وإصلاح المسجد من قبل لجنة حفظ الآثار المصرية عام 1915م.
بدأ البناء في سنة 1356م على يد المهندس بيليك بدر الدين المحسني واكتمل بعدها بسبع سنوات في 1363م. قتل السلطان قبل أنتهاء البناء ولم يعثر على جثمانه، ولم يدفن في الضريح الذي بناه في المسجد خصيصا بل دفن فيه ولداه فيما بعد..قام الناصر حسن بتأسيس مدرسة كبرى بجانب المسجد تضم عدد من المدارس لتدريس المذاهب الإسلامية الأربعة المالكية والشافعية والحنبلي والحنفي كان المسجد يشبه القلعة من كثرة ضخامتة وتحصيناته الخارجيه والداخليه.
يروي ايضا انه أثناء بناء مسجد السلطان حسن صرف المسجد مبالغ طائلة جعلت السلطان حسن يندم على بناء مسجد بتلك الضخامة فقال السلطان حسن في احدى جلسات الديوان:
| الناصر بدر الدين حسن | لولا أن يقال: ملك مصر عجز عن إتمام ما بناه لتركت بناءها؛ من كثرة ما صرف | الناصر بدر الدين حسن |

على مدار العصور تغنى المؤرخون والشعراء بمسجد السلطان الحسن بن قلاوون فيقول شيخ المؤرخين تقي الدين المقريزي عنه:
| الناصر بدر الدين حسن | فلا يعرف في بلاد الإسلام معبد من معابد المسلمين يحاكي هذا الجامع وقبته التي لم يبن بديار مصر والشام والعراق والمغرب واليمن مثله | الناصر بدر الدين حسن |

الى يومنا هذا يعتبر مسجد السلطان حسن من افخم واعظم المساجد ويلقب بهرم مصر الرابع ودرة العمارة الإسلامية و يوجد على العمله المصرية من فئة المئة جنيه.